# Michael League
Michael League és un músic estatunidenc, compositor, productor i baixista del grup de jazz-fusió novaiorquès Snarky Puppy, amb el qual ha estat guardonat en cinc ocasions amb els premis Grammy. També és fundador i propietari del segell discogràfic GroundUP Music.

## Biografia
Michael League va néixer a Califòrnia, fill d'una família amant de la música (la mare, flautista clàssica, i el pare gran afeccionat al rock clàssic i el soul). De ben petit ja es va interessar per la música, i tocava la bateria i el violí, i als 13 anys es va passar a la guitarra. A l'institut va formar el seu propi grup de jazz-funk, i als 17 va començar a tocar el baix quan li van proposar d'ocupar la plaça vacant al grup de jazz sènior de l'institut. Coneixia poc l'instrument, però s'hi va anar sentint cada vegada més fascinat. Va estudiar jazz a la Universitat del nord de Texas. Es va traslladar a Brooklyn (Nova York) el 2009.

## Carrera musical
Michael League va formar el grup Snarky Puppy en el primer seu primer curs a la Universitat del Nord de Texas, originalment format per ell mateix i nou dels seus companys. League és el compositor de la major part del seu repertori original, i també el productor de tots els àlbums del grup. A part de ser-ne el líder, també ha treballat amb gent com Kirk Franklin i Walter Hawkins També va treballar amb Magda Giannikou quan era encara una artista desconeguda.
El gener de 2014, Snarky Puppy, amb la cantant Lalah Hathaway, va guanyar un premi Grammy a la millor actuacó de R&B per la seva versió de la cançó Something, de Brenda Russell, de l'àlbum Family Dinner, volume 1.